# Herrengasse metróállomás
Herrengasse egy metróállomás Bécsben a bécsi metró U3-as vonalán.

## Szomszédos állomások
A metróállomáshoz az alábbi állomások vannak a legközelebb:
- Stephansplatz
- Volkstheater

## Átszállási kapcsolatok
| U3 (Ottakring ↔ Simmering) |                        |                         |
| Állomás                    | Átszállási kapcsolatok | Fontosabb létesítmények |
| Herrengasse                | 1A, 2A                 |                         |